# 사계초등학교
사계초등학교는 대한민국 제주특별자치도 서귀포시 안덕면 사계리에 있는 공립 초등학교이다.

## 학교 연혁
- 1946년	9월 1일 사계공립국민학교 설립인가
- 1946년	12월 12일 개교 (사계리 3509 적산건물 4교실 임대)
- 1950년	6월 1일 사계국민학교로 개칭
- 1952년	6월 1일 2교실 신축(사계리 1731-2) 이전
- 1981년	3월 10일 병설 유치원 개원
- 1996년	3월 1일 사계초등학교로 명칭변경(6학급)
- 2017년	2월 10일 제69회 7명 졸업(졸업생 총 3,379명)
- 2017년	3월 1일 제30대 양효순 교장 부임

## 학교 사진

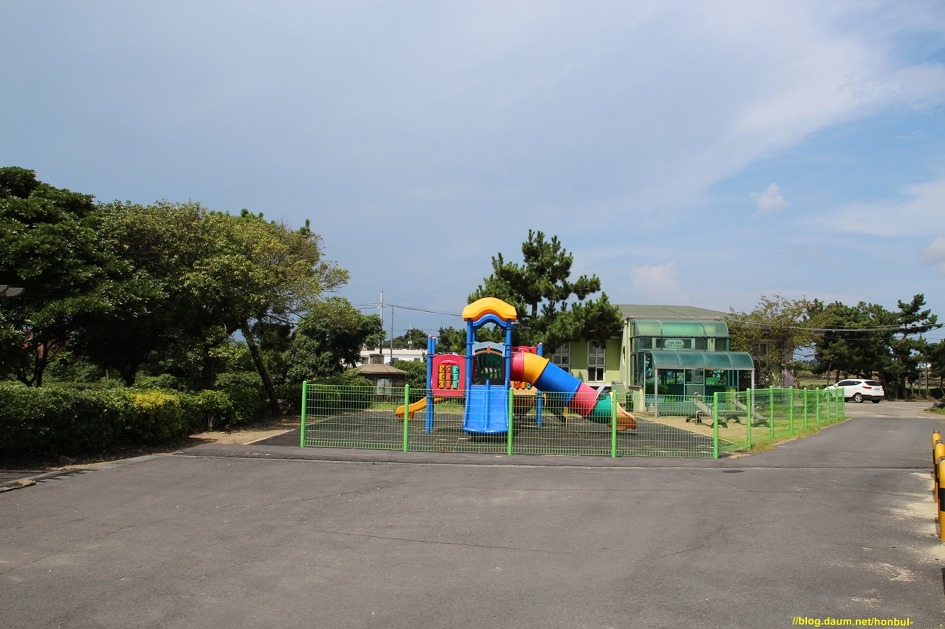
병설유치원과 놀이터
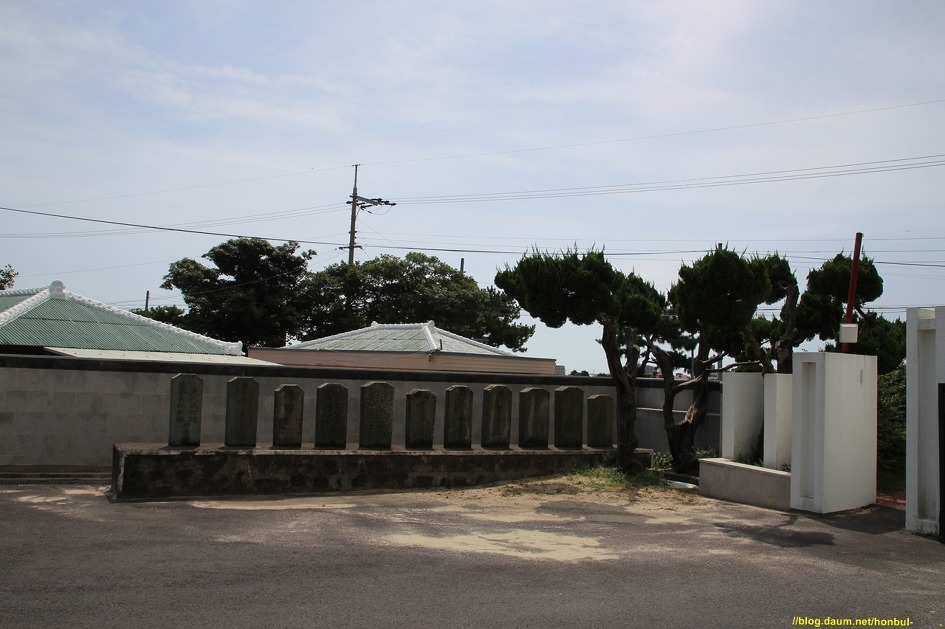
정문 바로 근처에 있는 비석
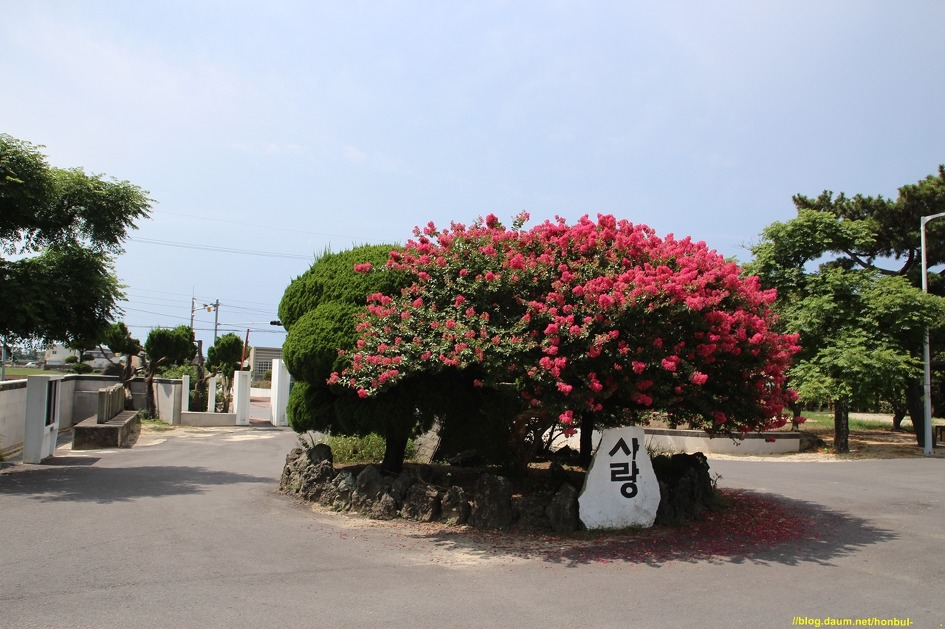
정문에 들어서면 보이는 "孝敬" 비석 뒤에 있는 모습.
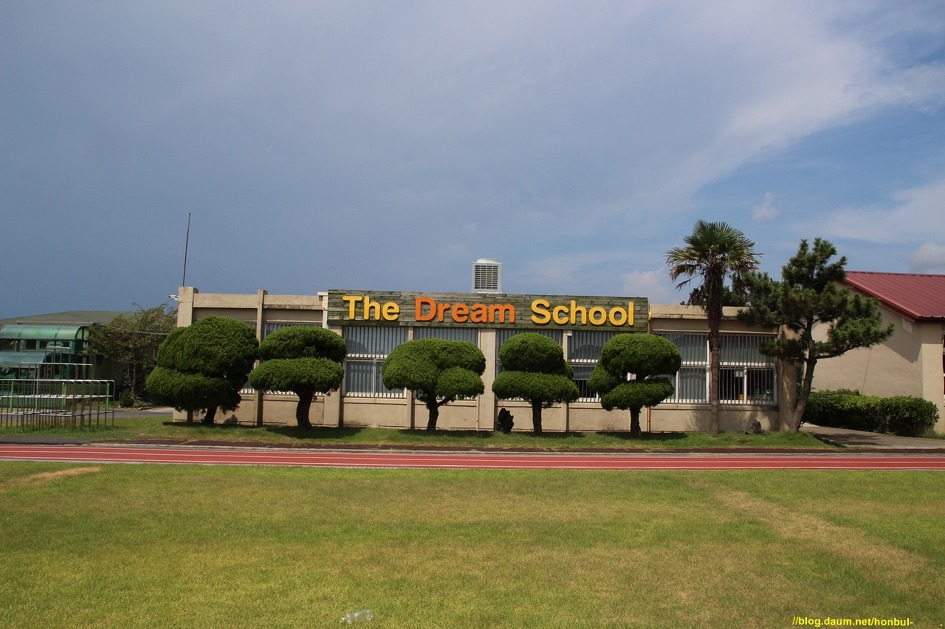
영어교육실인 The dream School 건물
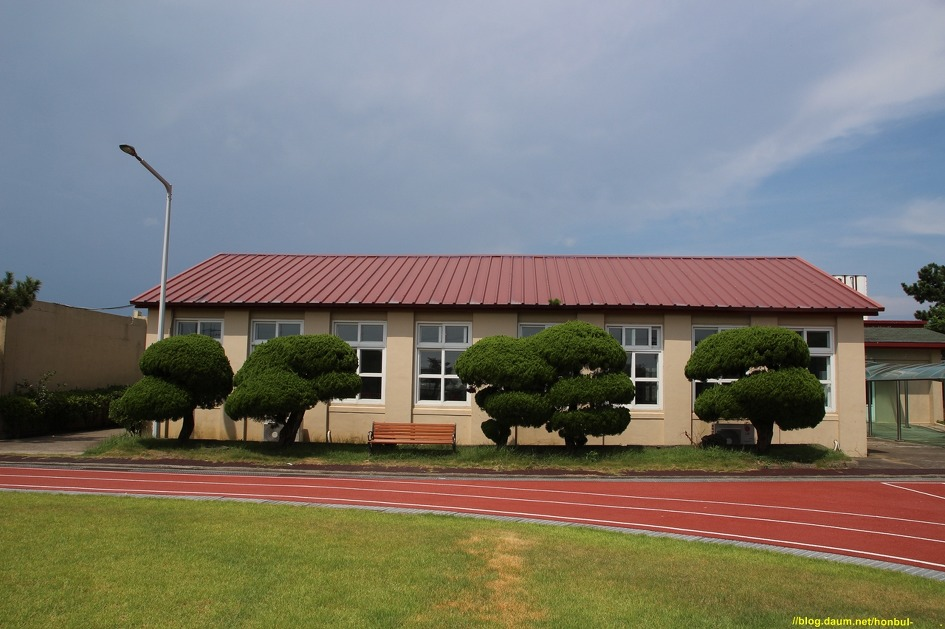
The dream School 건물 옆에 있는 건물
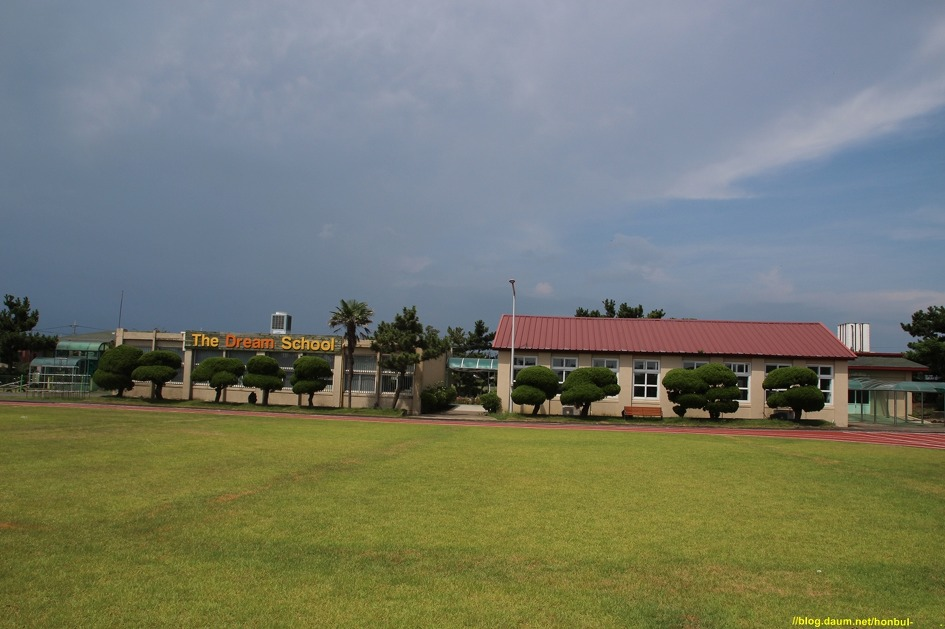
두 건물을 같이 찍은 모습
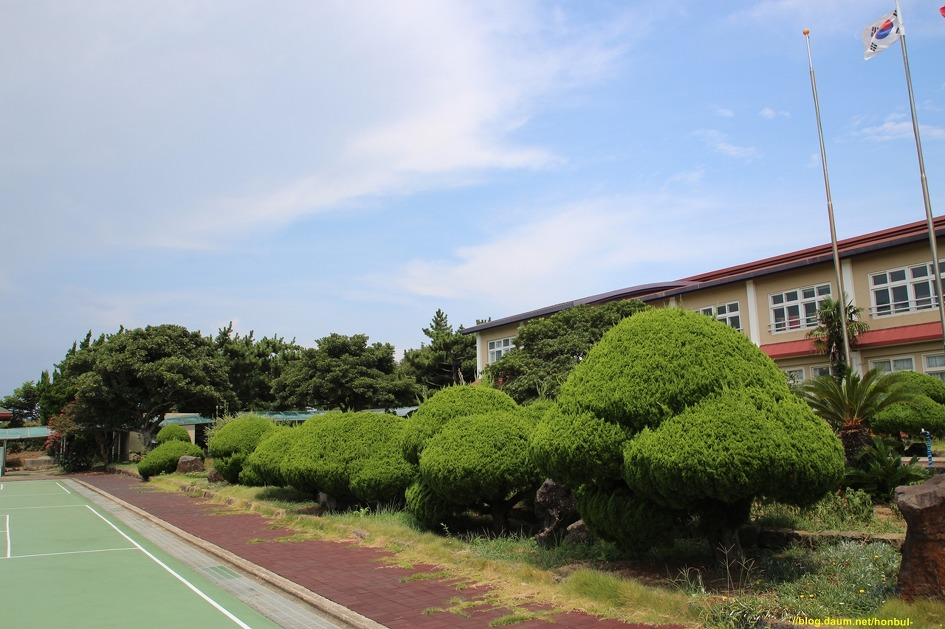
본관 좌측
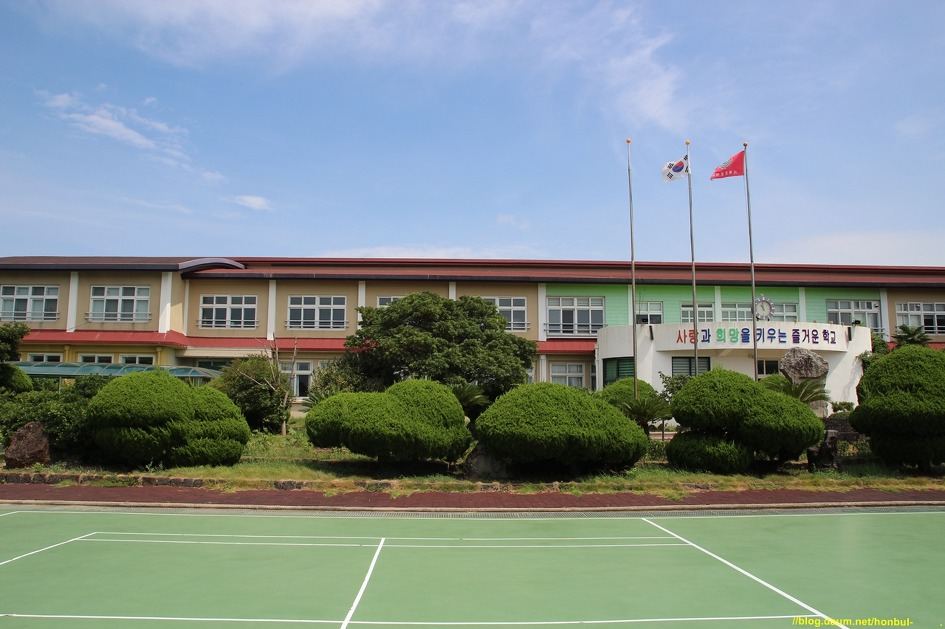
본관 가운데
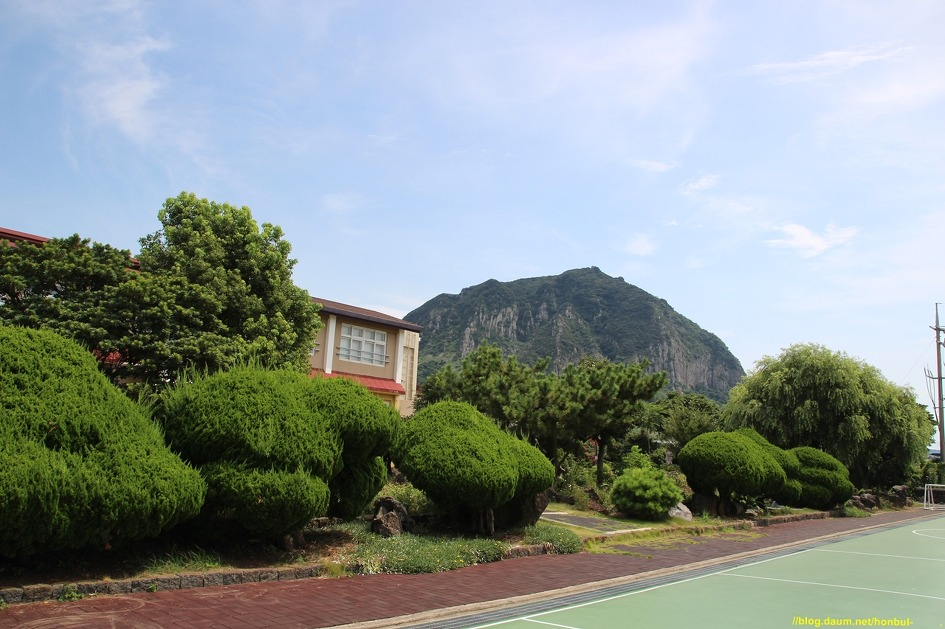
본관 우측, 산방산도 보인다.

## 참고 자료
- 사계초등학교 - 한국교육학술정보원 학교알리미